# Jeremy Agbonifo
Jeremy Nosakhare Agbonifo (* 24. Oktober 2005) ist ein schwedisch-nigerianischer Fußballspieler, der aktuell als Leihspieler des BK Häcken beim RC Lens unter Vertrag steht.

## Karriere

### Verein
Agbonifo begann seine fußballerische Laufbahn in der Jugendabteilung von BK Häcken, wo er bis 2021 ausgebildet wurde. Gegen Ende seiner Zeit dort war er schon für die U19-Mannschaft aktiv. Im November 2021 verließ er die Jugend des BK Häcken und schloss sich der Nachwuchsakademie des FC Porto an. Während seiner Zeit in Portugal absolvierte er 2022/23 35 Spiele für die U19-Mannschaft des FC Porto in der A-Junioren-Liga und in der UEFA Youth League und erzielte dabei fünf Tore.
Im Februar 2024 kehrte Agbonifo zum BK Häcken zurück, um bessere Chancen auf Einsätze im Profibereich zu erhalten. Sein Debüt in der Allsvenskan gab er am 20. Juli 2024 (15. Spieltag) in einem Auswärtsspiel gegen den IFK Värnamo, als er in der Startelf stand. Daraufhin spielte er im Juli und August 2024 fünf der sechs Qualifikationsspiele zur UEFA Conference League, wobei er viermal traf und einen Treffer auflegte. Den ersten Treffer in der Allsvenskan erzielte er am 25. August 2024 (20. Spieltag) erneut gegen den IFK Värnamo bei einem 1:1-Unentschieden. Insgesamt erzielte Agbonifo in der Meisterschaft 2024 zwei Tore und gab zwei Assists in 13 Einsätzen.
Im Januar 2025 wurde er an den französischen Erstligisten RC Lens verliehen.

### Nationalmannschaft
Agbonifo absolvierte bereits Länderspiele für diverse Juniorennationalmannschaften. Seit November 2024 ist er für die schwedische U21-Nationalmannschaf aktiv.